# دالان مخوف (فیلم)
دالان مخوف (به انگلیسی: Under the Mountain) فیلمی محصول سال ۲۰۰۹ و به کارگردانی جاناتان کینگ است. در این فیلم بازیگرانی همچون سم نیل، اولیور درایور، سوفی مک‌براید، تام کامرون و دیوید ودرلی ایفای نقش کرده‌اند.